# Wilhelmina Malmström
Eugenia Wilhelmina Charlotta Malmström, ofta kallad Vilma, född 10 februari 1868 i Varbergs församling, död 3 november 1934 i Varbergs församling, var en svensk kvinnosakskvinna och folkskollärare. Hon var känd som en driven kraft inom Förening för kvinnans politiska rösträtt i Varberg och var föreningens första ordförande från dess grundande 1903 till 1906.

## Biografi
Malmström deltog aktivt i det politiska landskapet. Mellan 1914 och 1917 var hon medlem i stadens fullmäktige för de Frisinnade (Liberalerna). Mellan 1906 och 1910 representerade hon lärarkåren i folkskolestyrelsen.
Förutom sitt arbete inom rösträttsrörelsen och utbildningssektorn var Vilma aktiv i flera andra organisationer. Hon var bland annat medlem i "Sällskapet de sjukas vänner" där hon tjänstgjorde som ordförande. Dessutom var hon revisor i Varbergs föreläsningsförening och i Varbergs församlingsdiakoni.
Efter att ha avslutat sina studier i Skara 1888, tog det en tid innan hon återvände till Varberg. Hon tillbringade en kort period i Råda församling i Västergötland och arbetade därefter i Lundby i Göteborg. Senare flyttade hon till Gamlebyskolan där hon bodde i en tjänstebostad på skolan. Wilhelmina Malmström avled 1934, vid en ålder av 66 år.